# Atletismo nos Jogos Pan-Americanos de 1971 - Salto em distância feminino
A prova do salto em distância feminino nos Jogos Pan-Americanos de 1971 foi realizada em Cali, Colômbia.

## Medalhistas
| Ouro                     | Prata                               | Bronze                   |
| Brenda Eisler CAN Canadá | Silvina Pereira da Silva BRA Brasil | Marina Samuells CUB Cuba |

## Resultados
| Posição           | Nome                     | Nacionalidade      | Marca | Notas |
| ----------------- | ------------------------ | ------------------ | ----- | ----- |
| Medalha de ouro   | Brenda Eisler            | CAN Canadá         | 6.43  |       |
| Medalha de prata  | Silvina Pereira da Silva | BRA Brasil         | 6.35  |       |
| Medalha de bronze | Marina Samuells          | CUB Cuba           | 6.14  |       |
| 4                 | Penny May                | CAN Canadá         | 6.13  |       |
| 5                 | Yvonne Saunders          | JAM Jamaica        | 6.01  |       |
| 6                 | Moranda Lacy             | USA Estados Unidos | 5.95  |       |
| 7                 | Marcia Garbey            | CUB Cuba           | 5.87  |       |
| 8                 | Ana Goldman              | ARG Argentina      | 5.75  |       |